# Mad Max - Além da Cúpula do Trovão
Mad Max - Além da Cúpula do Trovão (em inglês:  Mad Max Beyond Thunderdome) é um filme de ação pós-apocalíptico, o terceiro da série Mad Max, iniciada em 1979. Dirigido pelo australiano George Miller, foi lançado em 1985, e conta também com a presença marcante da cantora Tina Turner como a vilã do filme.
Precedido por Mad Max em 1979 e Mad Max 2 em 1981, o filme é a terceira parcela da franquia Mad Max, e é o terceiro e último filme a apresentar Mel Gibson como Max Rockatansky.

## Sinopse
A sociedade urbana foi destruída há muito tempo depois de uma guerra nuclear, e agora o que resta são restos da tecnologia moderna, uma espécie de fênix do passado.
Sozinho no deserto, contra os bárbaros, está também Mad Max (Mel Gibson), um antigo patrulheiro das auto-estradas, agora um nômade sobrevivente do pós-apocalíptico, guerreiro da terra devastada, cruza no deserto em um veículo puxado por camelos quando é atacado por uma aeronave pilotada por Jedediah e seu filho roubando tudo. Continuando a pé, Max segue sua trilha para um povoado chamado Bartertown. Buscando recuperar suas coisas, Max é levado perante a fundadora do povoado, a governanta Titia Entity (Tina Turner).
Titia explica que Bartertown depende de uma refinaria de metano bruto alimentado por fezes de suínos, que é administrado por um anão chamado Master e o gigante Blaster o qual "Master" usa como forma de se locomover,montado em seus ombros.Titia e Master rivalizam pelo poder do povoado. Esta lhe oferece devolver seus pertences e mais suprimentos, e em troca ele deve eliminar Blaster. Para tanto, instrui Max para provocar um confronto com Blaster na Cúpula do Trovão, uma arena onde os conflitos são resolvidos em um duelo de morte. Para conhecer melhor seu alvo, Max entra na refinaria como trabalhador e encontra o seu veículo roubado em posse de Master Blaster.
Max e Blaster se enfrentam na Arena da Cúpula do Trovão e Blaster acaba sobrepujado por Max, porém este se recusa a mata-lo ao notar que, sem o capacete, trata-se de uma criança grande e mentalmente pouco desenvolvida. Isto acaba por revelar o acordo secreto entre ambos. Porém, Titia intervém e lembra outra das leis do povoado que quem quebra um acordo vai para a "roda". Esta é girada e seu marcador para em "Gulag": Max é amarrado, mascarado, montado num cavalo e solto no deserto.
Eventualmente consegue libertar-se após a morte do cavalo, e mesmo com a ajuda de um mico que lhe traz água, acaba sucumbindo a exaustão. Acaba encontrado por uma habitante do deserto chamada Savannah Nix, que o transporta de volta para sua casa, uma comunidade primitiva formada por crianças e adolescentes que vivem em um oásis. As crianças, sobreviventes de um avião, foram deixados por seus pais que partiram para encontrar ajuda. Eles acreditam que Max pode ser o comandante do avião que retornou para levá-los à civilização. Max nega isso e insiste que eles permaneçam na relativa segurança do oásis, sabendo que a única "civilização" ao alcance é Bartertown.
Mesmo assim um grupo das crianças, lideradas por Savannah, deixa o lugar determinadas a encontrar a civilização. Max e um pequeno grupo partem para traze-los de volta e encontram o grupo em perigo. Sem suprimentos, eles são forçados a ir para Bartertown.
O grupo penetra no povoado pela tubulação até o subterrâneo. Contando com a ajuda do Matador de porcos, o grupo foge no trem que era parte da refinaria, destruindo-a. Titia conclama os habitantes a resgatar Master e prometendo reconstruir a cidade.
Em uma perseguição alucinante de veículos comandados por Titia, o trem se depara com uma barreira na estrada com o pequeno Jedediah a tentar embosca-los. Este porém, ao ver os perseguidores, foge para o subterrâneo e avisa ao pai. Max coage Jedediah a ajudar o grupo a fugir por meio de seu avião. E para facilitar a decolagem do aeronave, Max usa seu veículo contra os perseguidores, saltando pouco antes do impacto.
O avião consegue decolar porém Max fica a mercê de Titia, que lhe poupa a vida. Jedediah voa até as ruínas da Harbour Bridge e a Opera House , Austrália. Savannah recita todas as noites a história de sua jornada e do homem que os salvou.

## Elenco
- Mel Gibson - Max Rockatansky
- Tina Turner — Tia Entity
- Helen Buday — Savannah Nix
- Bruce Spence — Jedediah
- Angry Anderson — Ironbar
- Frank Thring — Colecionador
- Robert Grubb — Matador de porcos
- Angelo Rossitto — Master
- George Spartels — Blackfinger
- Edwin Hodgeman — Dr. Dealgood
- Mark Spain — Sr.Skyfish
- Mark Kounnas — Gekko
- Rod Zuanic — Scrooloose
- Justine Clarke — Anna Goanna
- Shane Tickner — Eddie
- Tom Jennings — Slake
- Paul Larsson — Blaster

## Produção
George Miller, diretor dos dois primeiros filmes de Mad Max, perdeu o interesse no projeto depois que seu parceiro e produtor Byron Kennedy foi morto num acidente de helicóptero. No final do filme há a dedicatória: "... Para Byron".

## Recepção
A reação da crítica ao filme foi em geral positiva, que detém uma classificação de 81% no site Rotten Tomatoes, o "consenso da crítica" do site diz: "Beyond Thunderdome aprofunda o personagem Mad Max sem sacrificar a incrível coreografia do veículo e acrobacias que tornaram os originais memoráveis".

## Prêmios e indicações

### Prêmios
Image Awards
- Melhor atriz: Tina Turner - 1986

### Indicações
Golden Globe
- Melhor canção: We Don't Need Another Hero (Thunderdome) - 1986

Saturn Awards
- Melhor filme de ficção científica: 1986
- Melhor diretor: George Miller - 1986
- Melhor roteiro: 1986
- Melhor figurino: 1986